# Joseph Rego-Costa
Joseph Rego-Costa (sinh ngày 3 tháng 7 năm 1919 tại Fall River, Massachusetts; mất ngày 27 tháng 4 năm 2002 tại Fall River, Massachusetts) là cựu cầu thủ bóng đá của Mỹ chơi ở vị trí trung vệ và là đội trưởng của đội vào thế vận hội mùa hè 1948

## Sự nghiệp
Ông đã chơi cho đội Ponta Delgada S.C. đã thắng cúp nghiệp dư quốc gia năm 1947.

## Đội tuyển quốc gia và Olympic
Dựa trên kết quả năm 1947, Liên đoàn bóng đá Mỹ đã chọn Ponta Delgada để tham gia vào đội bóng đá quốc gia Mỹ tại giải vô địch Liên đoàn bóng đá Bắc Mỹ năm 1947. Trong trận đầu, đội Mỹ thắng Mexico với tỉ số 5-0 và trong trận thứ hai, họ thua Cua với tỉ số 5-2. Trong năm tiếp theo, ông đã được chọn làm đội trưởng đội bóng tại thế vận hội mùa hè 1948. Đội Mỹ thua Italy với tỉ số 9-0 ngay vòng đầu. Rego-Costa played two more full internationals with the U.S. team following the Olympics, an 11-0 loss to Norway and a 5-0 loss to Ireland
Ông được tôn vinh vào năm 1988.